# Liste der Kulturdenkmäler in Peffingen
In der Liste der Kulturdenkmäler in Peffingen sind alle Kulturdenkmäler der rheinland-pfälzischen Ortsgemeinde Peffingen aufgeführt. Grundlage ist die Denkmalliste des Landes Rheinland-Pfalz (Stand: 27. Juni 2022).

## Einzeldenkmäler
| Bezeichnung                            | Lage                             | Baujahr                  | Beschreibung | Bild                           |
| -------------------------------------- | -------------------------------- | ------------------------ | --- | ------------------------------ |
| Hofanlage                              | Brückenstraße 1 Lage             | 1826                     | Winkelhof; Wohnteil bezeichnet 1826 (wohl Erweiterung), zwei Wirtschaftsgebäude | BW                             |
| Mühle                                  | Brückenstraße 3 Lage             | 1780                     | ehemalige Mühle; Wohnhaus bezeichnet 1780, Schmiede- und Backhausanbau, Mühlengebäude mit Stall, bezeichnet 1807, mit spätgotischem Sandsteinrelief                                                                  | BW                             |
| Mühle                                  | Brückenstraße 4 Lage             | 1806                     | ehemalige Mühle; Vierseithof; fünfachsiges Wohnhaus, bezeichnet 1806, Mühle bezeichnet 1818, Stall bezeichnet 1862, Brennerei und zum Hof hin offener Trakt wenig jünger, Scheune bezeichnet 1897, Turbinenhaus 1953 | BW                             |
| Katholische Filialkirche St. Apollonia | Kirchstraße Lage                 | 1844                     | neuromanischer Sandsteinquaderbau, Lassaulx-Schule, 1844 | weitere Bilder Fotos hochladen |
| Kriegerdenkmal                         | Kirchstraße, vor der Kirche Lage | nach 1918                | Kriegerdenkmal 1914/18, nachklassizistisch, nach 1918 von Wilhelm Dreiser, Bitburg, nach 1945 erweitert | BW                             |
| Hofanlage                              | Kirchstraße 6 Lage               | 17. oder 18. Jahrhundert | Streckhof; Flurküchenhaus, Scheune und Stall, im Kern barock, Umbauten im frühen und späten 19. Jahrhundert | BW                             |